# 未来战斗系统

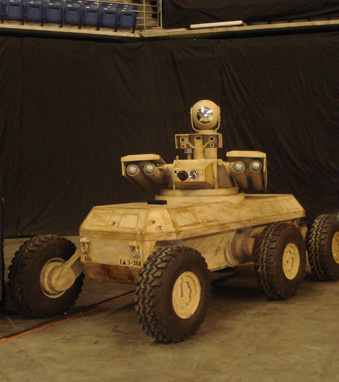
無人戰車

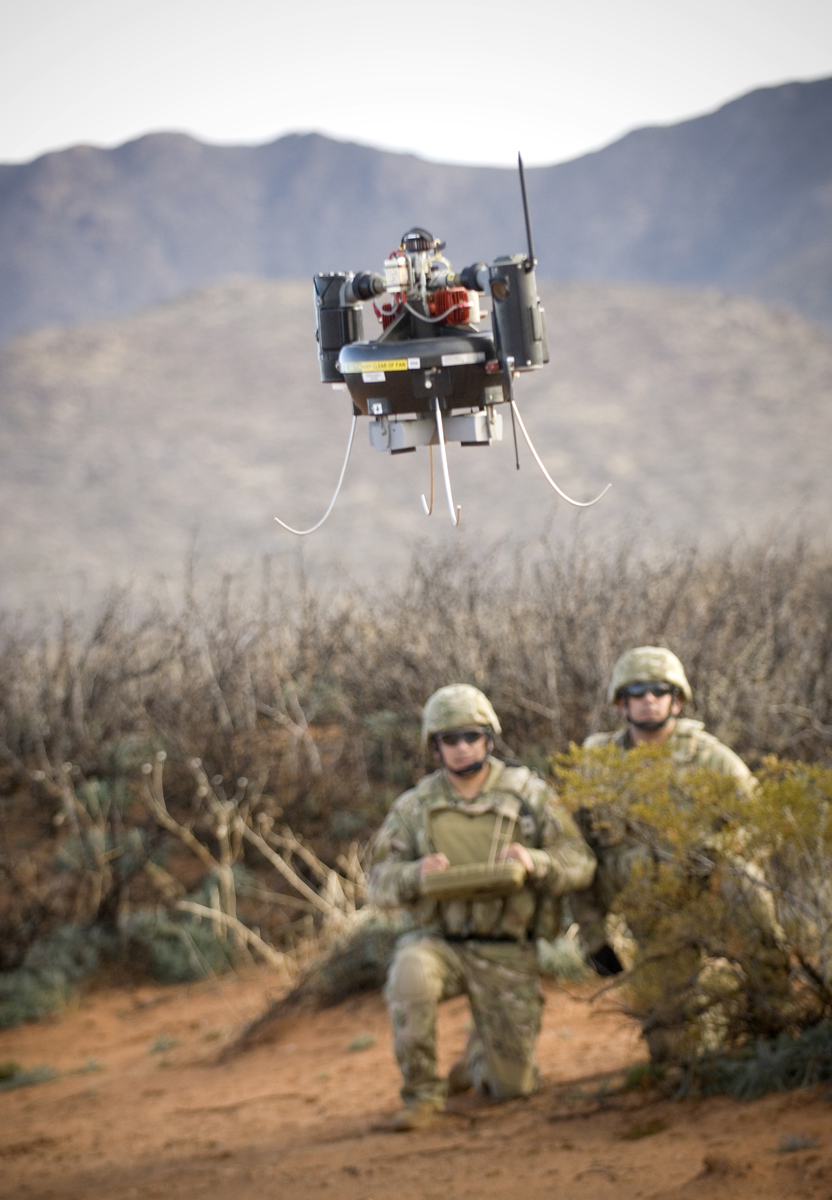
班用無人偵察機

未来战斗系统 （Future Combat Systems，FCS）是美国陆军之前發展的现代化项目。
FCS 共有十四个单独的子系统，包括：
- 无人值守地面传感器 （Unattended Ground Sensors，UGS)
- 非瞄准线发射系统 （Non-Line-of-Sight Launch System，NLOS-LS)
- 无人飞行器 （Unmanned Aerial Vehicle，UAV)两款
- 小型无人地面车 （Small Unmanned Ground Vehicle，SUGV）两款
- 多功能功用／后勤和装备载具 （Multifunctional Utility Logistics Equipment，MULE)
- 有人地面载具 （Manned Ground Vehicle，MGV)八款
- 联系所有这些子系统的网络 （14+1)，以及士兵本身 （14+1+1)

該項目已於2009年4月宣布取消，驗證成果轉至旅级战斗队现代化计划（Brigade Combat Teams Modernization Plan）继续发展。

## 參看
- 網路中心戰
- 戰術數位資訊鏈路
- 大地勇士單兵作戰系統